# 대통밥

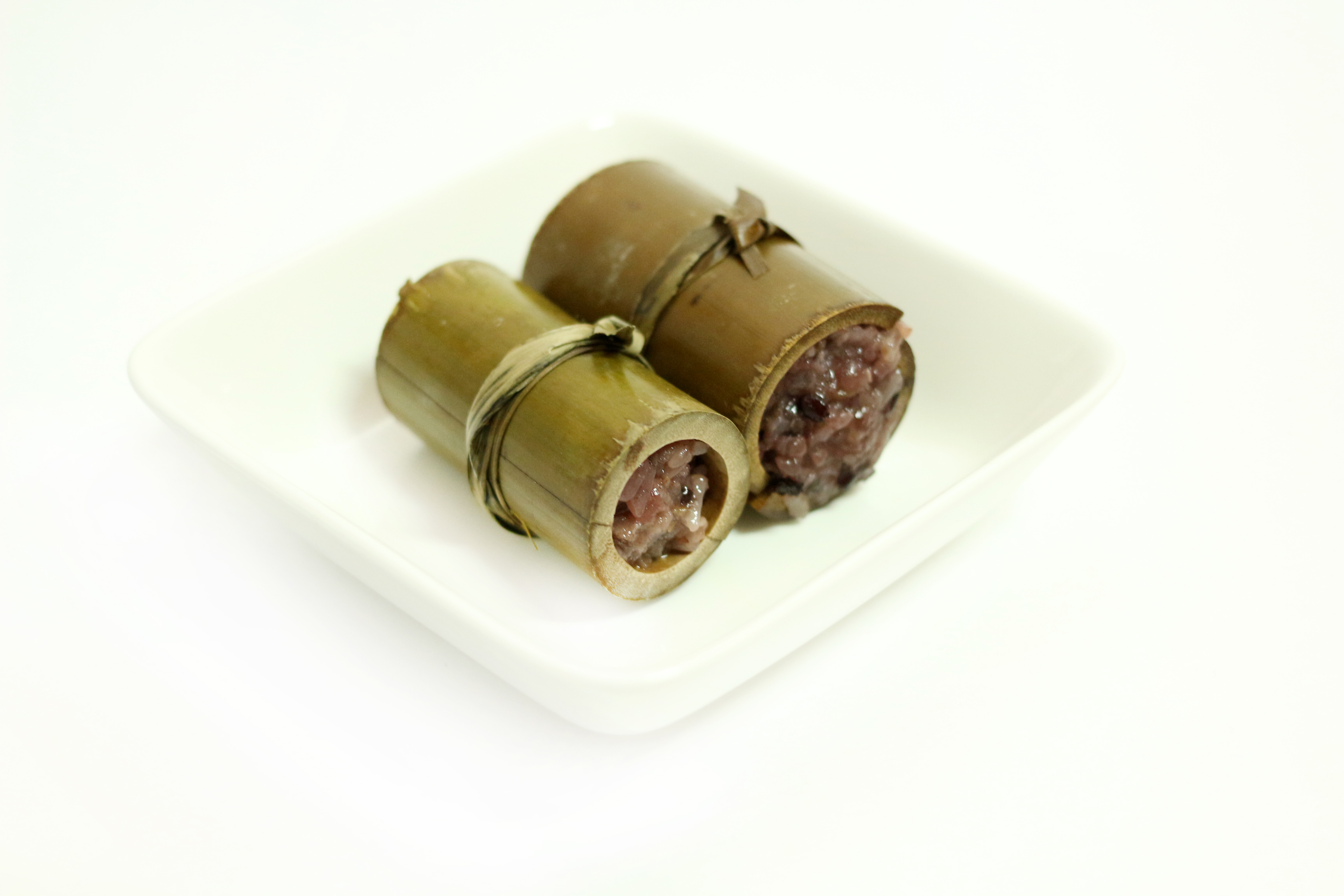

대통밥은 전라남도 담양군의 토속 음식으로, 죽통밥이라고도 한다. 대통 안에 여러 잡곡들과 견과를 넣고 지어 만든 밥이다. 담양은 한국 최대의 대나무 자생 지역인데, 토양과 기후가 대나무 성장에 딱 들어맞기 때문이다. 이 지역의 대나무는 크기가 클 뿐 아니라 딱딱하다. 3년 넘게 성장한 대나무가 대통밥에 최상이며 밥에 대나무 향이 잘 스며들 수 있도록 하려면 대나무를 사용하는 것이 권고된다.

## 같이 보기
- 껌 람
- 끄랄란
- 르망
- 숭아 피타
- 카오 람